# Раунд-Веллі (Аризона)
Раунд-Веллі (англ. Round Valley) — переписна місцевість (CDP) в США, в окрузі Гіла штату Аризона. Населення — 459 осіб (2020).

## Географія
Раунд-Веллі розташований за координатами 34°11′16″ пн. ш. 111°18′6″ зх. д. / 34.18778° пн. ш. 111.30167° зх. д. (34.187758, -111.301801).  За даними Бюро перепису населення США в 2010 році переписна місцевість мала площу 12,40 км², уся площа — суходіл.

## Демографія
Згідно з переписом 2010 року, у переписній місцевості мешкало 487 осіб у 195 домогосподарствах у складі 143 родин. Густота населення становила 39 осіб/км².  Було 227 помешкань (18/км²).
Расовий склад населення:
| - 94,3 % — білих - 0,6 % — корінних американців - 1,4 % — осіб інших рас |

До двох чи більше рас належало 3,7 %. Частка іспаномовних становила 7,4 % від усіх жителів.
За віковим діапазоном населення розподілялося таким чином: 21,6 % — особи молодші 18 років, 59,7 % — особи у віці 18—64 років, 18,7 % — особи у віці 65 років та старші. Медіана віку мешканця становила 48,6 року. На 100 осіб жіночої статі у переписній місцевості припадало 104,6 чоловіків;  на 100 жінок у віці від 18 років та старших — 101,1 чоловіків також старших 18 років.
Середній дохід на одне домашнє господарство  становив 80 483 долари США (медіана — 81 360), а середній дохід на одну сім'ю — 77 779 доларів (медіана — 81 360). За межею бідності перебувало 1,5 % осіб, у тому числі 0,0 % дітей у віці до 18 років та 6,5 % осіб у віці 65 років та старших.
Цивільне працевлаштоване населення становило 267 осіб. Основні галузі зайнятості: освіта, охорона здоров'я та соціальна допомога — 32,6 %, роздрібна торгівля — 12,7 %, публічна адміністрація — 12,7 %.